# Escudo de Meruelo
El escudo de Meruelo es uno de los símbolos del municipio español de Meruelo en Cantabria, junto a su bandera.
Dicho escudo queda organizado de la manera siguiente: escudo medio partido y cortado: 1.º de sable, un ancla y una bomba con la mecha encendida, ambas de plata; 2.º de plata, un mazo de hierro y una campana, ambas de sable, puestas en situación de palo; 3.º de azur, cruz episcopal de plata. Al timbre, corona real española.
El escudo fue adoptado  por el Ayuntamiento siendo autorizado por el Consejo de Gobierno de Cantabria el día 1 de octubre de 1986, previo informe favorable emitido por la Real Academia de la Historia.